# ヘルガ・フランツ
ヘルガ・フランツ（Helga Franz, 1961年-、バンベルク出身）はドイツのアーティスト・写真家である。

## 略歴
フランツは、1980年から1985年まで国立カールスルーエ造形芸術大学で絵画とグラフィックを、1985年から1986年までハンブルク造形芸術大学で絵画を専攻した。1987年から1988年までメキシコ国立自治大学で、大学卒業後は研究生として、1989年から1990年までマサチューセッツ工科大学と同大学高等視覚研究センター、建築学科のSpace Habitat Design、材料学科と宇宙航空学科で学んだ。
1993年から2001年まで、フランツはライプツィヒ大学で造形・オブジェ学科長の職にあった。そこで学部生向けに、また、現役の美術教師の研修向けに、カリキュラムの内容を充実させ、それを実践的に発展させた。フランツの職務は、成人教育におけるコンセプトの実践も含むものであった。具体的には、公共空間におけるオブジェ、インスタレーション、アートや、大学内外のセミナーでは視覚的な課題に取り組むものであった。2002年から2003年まで、フランツはベルリンのcimdata Bildungsakademieで講習を受けた。
1995年よりフランツは、社会活動や大学外の教育活動にも力を入れている。
2007年から2009年までベルリン造形芸術家職業組合（bbk）理事
芸術家審議会メンバー
ベルリン造形芸術家職業組合の文化作品部（Kulturwerk des bbk Berlin）
ベルリン造形芸術家職業組合の公共空間アート事務局
1999年から2006年まで公共空間アートと建築アートのコンペティションにおける審査委員会の審査員、コーディネート、運営、予備審査の担当など
成人教育におけるメンター、講師など
またフランツは以下の団体にも所属している。
- ドイツアーティスト協会
- ドイツ写真協会
- ドイツ連邦共和国芸術研究協会

フランツは現在ベルリン在住である。